# حارة المعلم (لودر)

تعديل مصدري - تعديل

المعلم هي إحدى حارات حي لودر بمدينة لودر التابعة لمحافظة أبين، بلغ تعداد سكانها 1398 نسمة حسب تعداد اليمن لعام 2004.